# 小野坂昌也の10年つづくラジオ
『小野坂昌也の10年つづくラジオ』（おのさかまさやのじゅうねんつづくらじお）は、ラジオ関西のアニたまどっとコム枠内にて放送されていたラジオ番組である。

## 概要
当番組放送以前はトーク中心の番組を多く担当していた10年が、リスナーからのネタ中心の番組を作るために立ち上げられたトークバラエティ番組。10年間続くことを目指して放送していた。
以前の番組ではリスナーからの投稿をあまり読んでこなかったので、当番組はメールやハガキの投稿を沢山募集・紹介し、未来のハガキ職人を育成することを目標にしている。10年の決めゼリフは「気をつけて～」。
タイトル上は『“小野坂昌也の”10年続くラジオ』だが、時に小野坂の話題が出るのみで番組と小野坂の関係は不明である。
1時間番組でありながら、収録時間は2時間を越える事も多い。
2017年4月に『小野坂・秦の8年つづくラジオ』にリニューアルするため、当番組は同年3月31日をもって終了となった。

## 出演者

### パーソナリティ
- 10年

正体を隠しているわけではないが10年と小野坂の関係は公表されていない。
開始当初は顔写真が写らないよう配慮されていたが現在は公式ブログに顔出しで登場している。
番組冒頭は時候の挨拶をしてから名乗り、エンディングでは「10年まであと○日」で締める。

### アシスタント
- ぽこ (水間友美)

番組内でのニックネームは『ぽこちん』。
番組内アシスタントオーディションを経て、第15回放送分より出演。
初登場の第15回では「ぽこちん」こと「水間友美」と名乗っているが10年の要望で本名「水間友美」芸名「ぽこ」という設定になった。

## 放送局
ラジオ関西
- 2015年4月3日 - 2017年3月31日

金曜日 24:00 - 25:00
別冊ラジ関
- 2015年4月6日 - 2017年4月3日

翌週月曜日更新

## コーナー
「10年さーん」ジングル
リスナーがスマホなどで録音したMP3データ音声をジングルとして流すコーナー。「10年さーーん」/自己紹介/一言メッセージ/「10年つづくラジオ！」が基本形式で内容は自由。
10年さんに報告です
「10年さんに報告です！」の書き出しであれば内容は自由なコーナー。但し感想メールは禁止。
10年大喜利
番組が用意したテーマでリスナーが大喜利するコーナー。
苦言
リスナーから寄せられた、苦言を呈したい「世の中のあらゆる出来事、人、現象」について、10年が語りつくすコーナー。
苦い汁
リスナーから寄せられたレシピを元に作られた美味しくないオリジナルドリンクを、10年が一気飲みさせられるコーナー。
アシスタントオーディション（第14回まで）
プロデューサーが用意したアシスタント候補(主にジュニア～準所属クラスの新人女性声優)を10年がオーディションするコーナー。主にプロデューサーの要望によるものであり、10年自身はアシスタントは不要と発言していた。第2回～第13回放送分に下記12名が招かれ、第14回放送分にて選考された。
10年予備校
構成作家を目指すリスナーから、まだ流行ってないトレンドや新しい視点・切り口提案してもらいプロの世界で即戦力になるよう育てるコーナー。200ポイントでスタジオ見学の権利が与えられる。

## アシスタント候補
- 第02回: 高橋未奈美
- 第03回: 近藤唯
- 第04回: 雨宮夕夏
- 第05回: 谷口夢奈
- 第06回: 桑原由気
- 第07回: 宗宮利衣徒
- 第08回: ユカフィン・ドール(アフィリア・サーガ）
- 第09回: 河井晴菜
- 第10回: 西田望見
- 第11回: 葵ひびき
- 第12回: 水間友美
- 第13回: 宮嶋ひとみ

## ゲスト
- 第78回: 川本成
- 第85回: 高田憂希
- 第87回: 和多田美咲
- 第93回: ユカフィン・ドール(アフィリア・サーガ）

## ラジオCD
- 『小野坂昌也の10年つづくラジオ1 ～10年まであと3653日～』 (2015年10月30日発売予定[4])

第01回放送から第22回放送分に一部未放送シーンを加え再編集したディレクターズカット版MP3CDの2枚組。